# Aspri Petra

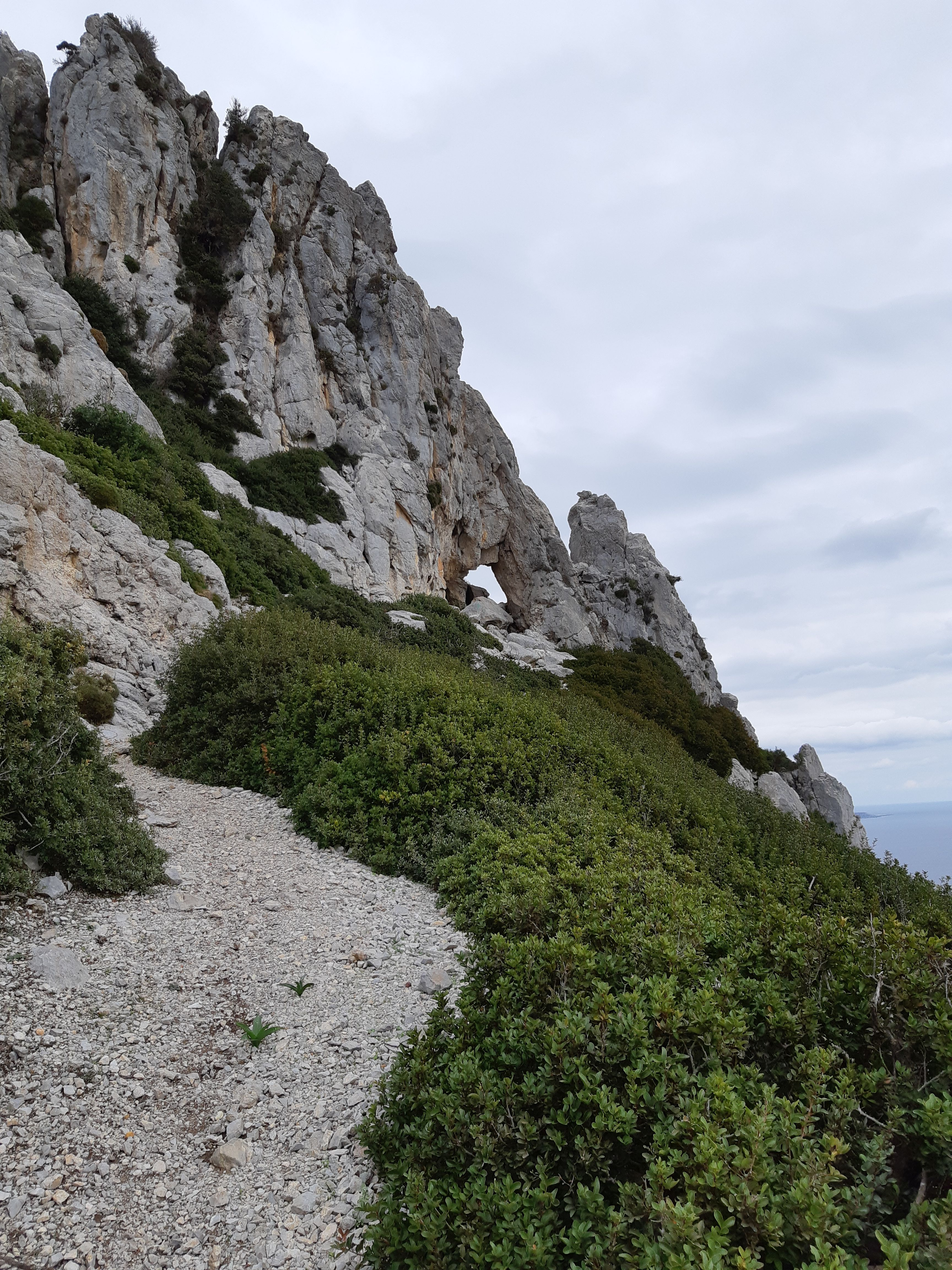
Die Felsformation Aspri Petra vom Wanderweg aus gesehen

Unter Aspri Petra (griechisch Άσπρη Πέτρα im Sinne von: ‚Weißer Stein‘) ist eine Felsformation und eine Höhle bekannt, die sich auf der Halbinsel Kefalos am südwestlichen Ende der griechischen Insel Kos nebeneinander befinden.
Oberhalb der Höhle erhebt sich der eigentliche und namensgebende Weiße Stein, eine weithin sichtbare, weitgehend hellgraue Felsformation mit einem sehr markanten Durchbruch (Loch).

## Lage
Die Felsformation und die Höhle befinden sich etwa auf 260 m über Meer. Diese liegen rund fünf Kilometer von Kefalos entfernt am südlichen Hang des Berg Zini. Die Zufahrt ist sehr weit auf einer Schotterpiste möglich, danach sind die Objekte über einen Wanderweg erreichbar.

## Ausgrabungen
1922 fanden durch italienische Archäologen Ausgrabungen in der Höhle statt. Es wurden dabei Gebrauchsgegenstände aus verschiedenen Epochen gefunden, wobei die ältesten Fundstücke aus dem dritten Jahrtausend vor Christus stammen. Dies sind bislang die ältesten nachgewiesenen Spuren einer Besiedlung der Insel Kos.
Die Felsformation und die Höhle sind jederzeit frei zugänglich.

## Einzelnachweis
1. ↑  Stefan O. Schüller: Áspri Pétra, Webseite: insel-kos.info.